# Inno dell'Unione Sovietica
L'inno dell'Unione Sovietica (in russo Гимн Советского Союза?, Gimn Sovetskogo Sojuza; dal 1977 al 1991: inno dell'Unione delle Repubbliche Socialiste Sovietiche, in russo Гимн Союза Совéтских Социалистических Республик?) fu adottato come inno nazionale dall'Unione Sovietica, in sostituzione dell'Internazionale, il 15 marzo 1944, nella convinzione che i soldati dell'Armata Rossa sarebbero stati più motivati da un inno dedicato alla loro nazione piuttosto che a un movimento di respiro globale.
La musica fu composta da Aleksandr Aleksandrov sul testo di Sergej Michalkov e Gabriel El-Registan. L'opera fu ispirata all'inno del Partito bolscevico, composto da Vasilij Lebedev-Kumač nel 1939.

## Storia

Spartito

Nella versione originale, il nome di Stalin era menzionato nella seconda strofa, ma dopo la morte del leader sovietico, nel 1953, e il conseguente processo di destalinizzazione, tale menzione non fu più ritenuta accettabile. Per questo motivo, a partire da quegli anni fino al 1977, l'inno fu eseguito solo nella versione melodica. Nel 1977, il testo fu reintitolato e riscritto eliminando il riferimento a Stalin, mentre venne mantenuto quello a Lenin che era considerato il padre spirituale del comunismo russo.
A seguito del collasso dell'Unione Sovietica, nel 1991, la Federazione Russa adottò un nuovo inno nazionale, il "Canto patriottico" (in russo Патриотическая Песня?). A partire dal 31 dicembre 2000, venne ripristinata la melodia dell'inno sovietico, ma con un testo differente - sempre scritto da Michalkov - allo scopo di rappresentare la natura non comunista della Federazione, vedasi Inno della Federazione Russa.

## Versione del 1977

### Versione ufficiale in russo
| Testo in cirillico | Traslitterazione nell'alfabeto latino | Trascrizione AFI |
| Союз нерушимый республик свободных Сплотила навеки Великая Русь. Да здравствует созданный волей народов Единый, могучий Советский Союз! Припев: Славься, Отечество наше свободное, Дружбы народов надёжный оплот! Партия Ленина—сила народная Нас к торжеству коммунизма ведёт! Сквозь грозы сияло нам солнце свободы, И Ленин великий нам путь озарил: На правое дело он поднял народы, На труд и на подвиги нас вдохновил! Припев В победе бессмертных идей коммунизма Мы видим грядущее нашей страны, И Красному знамени славной Отчизны Мы будем всегда беззаветно верны! Припев | Sojùz nerušìmyj respùblik svobòdnych Splotìla navéki velìkaja Rus'. Da zdràvstvuet sòzdannyj vòlej naròdov Edìnyj, mogùčij Sovétskij Sojùz! Pripev: Slàv'sja, otéčestvo, nàše svobòdnoe, Drùžby naròdov nadëžnyj oplòt! Pàrtija Lénina - Sila naròdnaja Nas k toržestvù Kommunizma vedët! Skvoz' gròzy sijàlo nam sòlnce svobòdy, I Lénin vélikij nam put' ozarìl: Na pràvoe délo on pòdnjal naròdy, Na trùd i na pòdvigi nas vdochnovìl! Pripev V pobéde bessmertnych idéj Kommunizma My vìdim grjàduščee nàšej strany, I kràsnamu znàmeni slàvnoj Otčìzny My budem vsegdà bezzavétno verny! Pripev | [sɐˈjus nʲɪruˈʂɨmɨj rʲɪsˈpublʲɪk svɐˈbodnɨx] [splɐˈtʲilə nɐˈvʲekʲɪ vʲɪˈlʲikəjɪ ˈrusʲ] [də ˈzdrastvujɪt ˈsozdənɨj ˈvolʲɪj nɐˈrodəf] [jɪˈdʲinɨj mɐˈɡutɕɪj sɐˈvʲɛtskʲɪj sɐˈjus] [prʲɪˈpʲef] [ˈslafʲsʲə ɐˈtʲetɕɪstvə ˈnaʂɨ svɐˈbodnəjɪ] [ˈdruʐbɨ nɐˈrodəf nɐˈdʲoʐnɨj ɐˈplot] [ˈpartʲɪjə ˈlʲenʲɪnə sʲilə nɐˈrodnəjə] [nɐs k‿tərʐɨstˈvu kəmuˈnʲizmə vʲɪˈdʲot] [skvəzʲˈɡrozɨ sʲɪˈjalɐ nam ˈsontsɪ svɐˈbodɨ] [i ˈlʲenʲɪn vʲɪˈlʲikʲɪj nɐm ˈputʲ əzɐˈrʲil] [nɐ ˈpravəjɪ ˈdʲɛlə on ˈpodnʲɪl naˈrodɨ] [nɐ ˈtrud i nɐ ˈpodvʲɪɡʲɪ ˈnas vdəxnɐvʲɪl] [prʲɪˈpʲef] [f‿pɐˈbʲedʲɪ bʲɪˈsmʲɛrtnɨx ɪˈdʲej kəmuˈnʲizmə] [mɨ ˈvʲidʲɪm ɡrʲɪˈduɕːiə ˈnaʂɨj stranɨ] [i ˈkrasnəmu ˈznamʲɪnʲɪ ˈslavnəj ɐˈtɕiznɨ] [mɨ ˈbudʲɪm fsʲɪɡˈda bɪzːɐˈvʲɛtnə vʲɪrˈnɨ] [prʲɪˈpʲef] |

### Traduzione letterale
Un'unione indivisibile di repubbliche libere

La Grande Rus' ha saldato per sempre.

Viva la fondata dalla volontà dei popoli,

unita e potente Unione Sovietica!

RITORNELLO
Sia celebre la nostra Patria libera,
Sicuro baluardo dell'amicizia fra i popoli!
Il partito di Lenin, che è la forza del popolo
Ci porta verso il trionfo del Comunismo!
Attraverso la tempesta ci illuminò il sole della libertà

E il grande Lenin ci rischiarò la via:

Alla giusta causa mosse i popoli,

Ci ispirò al lavoro e ad eroiche imprese!

RITORNELLO
Nella vittoria delle idee immortali del Comunismo.

Noi vediamo l'avvenire del nostro Paese.

Ed alla bandiera Rossa della gloriosa Patria

Saremo sempre leali con abnegazione!

RITORNELLO
Inno dell'Unione Sovietica (coro)

## Versione del 1944

### In Russo
| Testo in cirillico | Traslitterazione nell'alfabeto latino | Trascrizione AFI |
| Союз нерушимый республик свободных Сплотила навеки Великая Русь. Да здравствует созданный волей народов Единый, могучий Советский Союз! Славься, Отечество наше свободное, Дружбы народов надёжный оплот! Знамя советское, знамя народное Пусть от победы к победе ведёт! Сквозь грозы сияло нам солнце свободы, И Ленин великий нам путь озарил: Нас вырастил Сталин – на верность народу, На труд и на подвиги нас вдохновил! Славься, Отечество наше свободное, Счастья народов надёжный оплот! Знамя советское, знамя народное Пусть от победы к победе ведёт! Мы армию нашу растили в сраженьях. Захватчиков подлых с дороги сметём! Мы в битвах решаем судьбу поколений, Мы к славе Отчизну свою поведём! Славься, Отечество наше свободное, Славы народов надёжный оплот! Знамя советское, знамя народное Пусть от победы к победе ведёт! | Sojùz nerušìmyj respùblik svobòdnych Splotìla navéki velìkaja Rus'; Da zdràvstvuet sòzdannyj vòlej naròdov Edìnyj, mogùčij Sovétskij Sojùz! Slàv'sja, otéčestvo, nàše svobòdnoe, Drùžby naròdov nadëžnyj oplòt! Znàmja sovetskoe, Znàmja naròdnoe Pust' ot pobèdy k pobède vedët! Skvoz' gròzy sijàlo nam sòlnce svobòdy, I Lénin vélikij nam put' ozarìl: Nas vyràstil Stàlin;— na vèrnost' naròdu, Na trùd i na pòdvigi nas vdochnovìl! Slàv'sja, otéčestvo, nàše svobòdnoe, Sčast'ja naròdov nadëžnyj oplòt! Znàmja sovetskoe, Znàmja naròdnoe Pust' ot pobèdy k pobède vedët! My àrmiju nàšu rastìli v sražèn'jach, Zachvàtčikov pòdlych s dorògi smetëm! My v bìtvach rešàem sud'bù pokolènij, My k slàve Otčìznu svojù povedëm! Slàv'sja, otéčestvo, nàše svobòdnoe, Slàvy naròdov nadëžnyj oplòt! Znàmja sovetskoe, Znàmja naròdnoe Pust' ot pobèdy k pobède vedët! | [sɐˈjʉs nʲɪrʊˈʂɨmɨj rʲɪsˈpublʲɪk svɐˈbodnɨx] [splɐˈtʲilə nɐˈvʲekʲɪ vʲɪˈlʲikəjə ˈrusʲ] [ˈda ˈzdrastvʊjɪt ˈsozdənːɨj ˈvolʲɪj nɐˈrodəf] [jɪˈdʲinɨj mɐˈgutɕɪj sɐˈvʲetskʲɪj sɐˈjʉs] [ˈslafʲsʲə ɐˈtʲetɕɪstvə ˈnaʂɨ svɐˈbodnəjə] [ˈdruʐbɨ nɐˈrodəf nɐˈdʲɵʐnɨj ɐpˈlot] [ˈznamʲə sɐˈvʲetskəjə ˈznamʲə nɐˈrodnəjə] [ˈpusʲtʲ ɐt pɐˈbʲedɨ k‿pɐˈbʲedʲɪ vʲɪˈdʲɵt] [ˈskvosʲ ˈgrozɨ sʲɪjæˈlə ˈnam ˈsontsɨ svɐˈbodɨ] [ˈi ˈlʲenʲɪn vʲɪˈlʲikʲɪj ˈnam ˈputʲ ɐzɐˈrʲil] [ˈnas ˈvɨrəsʲtʲɪl ˈstalʲɪn nə ˈvʲernəsʲtʲ ˈnɐrodʊ] [nə ˈtrut ˈi nə ˈpodvʲɪɡʲɪ ˈnas vdəxnɐˈvʲil] [ˈslafʲsʲə ɐˈtʲetɕɪstvə ˈnaʂɨ svɐˈbodnəjə] [ˈɕːæsʲtʲjə nɐˈrodəf nɐˈdʲɵʐnɨj ɐpˈlot] [ˈznamʲə sɐˈvʲetskəjə ˈznamʲə nɐˈrodnəjə] [ˈpusʲtʲ ɐt pɐˈbʲedɨ k‿pɐˈbʲedʲɪ vʲɪˈdʲɵt] [ˈmɨ ˈarmʲɪjʉ ˈnaʂʊ rɐsʲˈtʲilʲɪ f‿srɐˈʐɛnʲjəx] [zɐxˈvatɕːɪkəf ˈpodlɨx z‿ˈdɐˈroɡʲɪ smʲɪˈtʲɵm] [ˈmɨ v‿ˈbʲitvəx rʲɪˈʂajɪm sʊdʲˈbu pəkɐˈlʲenʲɪj] [ˈmɨ k‿ˈslavʲɪ ɐˈtɕːiznʊ svɐˈju pəvʲɪˈdʲɵm] [ˈslafʲsʲə ɐˈtʲetɕɪstvə ˈnaʂɨ svɐˈbodnəjə] [ˈslavɨ nɐˈrodəf nɐˈdʲɵʐnɨj ɐpˈlot] [ˈznamʲə sɐˈvʲetskəjə ˈznamʲə nɐˈrodnəjə] [ˈpusʲtʲ ɐt pɐˈbʲedɨ k‿pɐˈbʲedʲɪ vʲɪˈdʲɵt] |

### Traduzione letterale
Un'unione indivisibile di repubbliche libere

La Grande Russia ha saldato per sempre.

Fondata dalla volontà dei popoli,

Viva l'unita e potente Unione Sovietica!

Ritornello:
Sia celebre la nostra Patria libera,
Sicuro baluardo dell'amicizia fra i popoli!
La bandiera sovietica, la bandiera del popolo
Ci guidi di vittoria in vittoria!
Attraverso la tempesta ci illuminò il sole della libertà

E il grande Lenin ci rischiarò la via:

Stalin ci educò alla dedizione verso il popolo,

Ci ispirò al lavoro e ad eroiche imprese!

Ritornello:
Sia celebre la nostra Patria libera,
Sicuro baluardo della felicità dei popoli!
La bandiera sovietica, la bandiera del popolo
Ci guidi di vittoria in vittoria!
Abbiamo cresciuto il nostro esercito nelle battaglie.

I vili invasori spazzeremo via dal cammino!

Negli scontri decidiamo il destino di generazioni,

Verso la gloria porteremo la nostra Patria!

Ritornello
Sia celebre la nostra Patria libera,
Sicuro baluardo della gloria dei popoli!
La bandiera sovietica, la bandiera del popolo
Ci guidi di vittoria in vittoria!

## Utilizzo nei media
L’inno è stato utilizzato nel film Rocky IV e nella intro del videogioco The Hunt for Red October, ed è cantato da Dolph Lundgren nel film Red Scorpion.
L'inno è l'ispirazione alla canzone A ja ljblju SSSR del gruppo italiano CCCP - Fedeli alla linea nell'album Socialismo e barbarie.